# Cloniophorus kolbei
Cloniophorus kolbei är en skalbaggsart som beskrevs av Louis Burgeon 1931. Cloniophorus kolbei ingår i släktet Cloniophorus och familjen långhorningar.

## Underarter
Arten delas in i följande underarter:
- C. k. kolbei
- C. k. strigosus